# Иван Крамской
Ива́н Никола́евич Крамско́й е руски художник и художествен критик. Интелектуален лидер на Руското демократично движение (1860 – 1880).
Произлиза от бедно буржоазно семейство. От 1857 г. до 1863 г. следва в петербургската Академия на изкуствата (Академия художеств), в която протестира срещу академичното изкуство и става инициатор на „бунта на четиринадесетте“, който завършва с изключване от академията.
Под влияние на идеите на руските демократи-революционери поддържа тезата за тежкия обществен дълг на художника. Става един от главните създатели и идеолози на Общество за пътуващи художествени изложби, чиито членове са познати като Передвижници.
В периода 1863 – 1868 г. преподава в школа по рисуване на Дружеството за подкрепа на приложното изкуство. Създава галерия с портрети на известни руски учени и писатели.
Погребан е в Тихвинското гробище.

## Галерия
- Христос в пустинята, 1872
- Портрет на художника Иван Шишкин, 1873
- Портрет на неизвестна жена, 1883
- Александър III, 1886